# وائورت
وائورت (به فرانسوی: Vauvert) یک کامین در فرانسه است که در Canton of Vauvert واقع شده‌است.

## خصوصیات
وائورت ۱۰۹٫۸۶ کیلومترمربع مساحت و ۱۱٬۲۴۷ نفر جمعیت دارد و ۱۸ متر بالاتر از سطح دریا واقع شده‌است.